# Государственный агропромышленный комитет СССР
Государственный агропромышленный комитет СССР (Госагропром СССР) являлся центральным органом государственного управления агропромышленным комплексом страны.
Он определял с участием Госплана СССР развитие агропромышленных комплексов союзных республик, разрабатывал соответствующие показатели по союзным республикам, министерствам и ведомствам СССР, входящим в систему агропромышленного комплекса страны, а также по объединениям, организациям и предприятиям непосредственного подчинения и наделял их необходимыми ресурсами.

## История
Госагропром СССР был образован Постановлением Центрального Комитета КПСС и Совета Министров СССР № 1114 от 14.11.1985 г. «О дальнейшем совершенствовании управления агропромышленным комплексом» на базе Министерства сельского хозяйства СССР, Министерства плодоовощного хозяйства СССР, Министерства мясной и молочной промышленности СССР, Министерства пищевой промышленности СССР, Министерства сельского строительства СССР и Государственного комитета СССР по производственно-техническому обеспечению сельского хозяйства, упраздненных при этом.
С 01.01.1988 г. вступало в силу Постановления Центрального Комитета КПСС и Совета Министров СССР № 1428 от 18.12.1987 г. «О переводе предприятий и организаций системы Госагропрома СССР на полный хозяйственный расчёт и самофинансирование».
С 01.07.1988 г. вступал в силу Закон СССР «О кооперации в СССР», утверждённый Постановлением Верховного Совета СССР № 8999-XI от 26.05.1988 «О порядке введения в действие Закона СССР «О кооперации в СССР». Данным законом регулировалось, в том числе, создание и деятельность сельскохозяйственных кооперативов, а так же выпуск кооперативами акций.
15.03.1989 г. на Пленуме ЦК КПСС в докладе Генерального секретаря ЦК КПСС М. С. Горбачёва «Об аграрной политике КПСС в современных условиях» было предложено упразднить Госагропром СССР. 16.03.1989 г. Постановлением Пленума ЦК КПСС «Об аграрной политике КПСС в современных условиях» была образована Государственная комиссия по продовольствию и закупкам, упразднившая Госагропром СССР.
05.04.1989 г. были приняты Постановления Совета Министров СССР № 288 «Об улучшении продовольственного обеспечения населения страны на основе коренного повышения эффективности и дальнейшего развития агропромышленного производства», а также № 289 «О коренной перестройке экономических отношений и управления в агропромышленном комплексе страны», утвердившие механизм нового управления агропромышленным комплексом страны.

## Руководство
Руководство комитетом осуществлял Председатель Госагропрома СССР, так же являвшийся Первым заместителем Председателя Совета Министров СССР.
Мураховский Всеволод Серафимович был назначен Председателем Госагропрома СССР Указом Президиума Верховного Совета СССР от 22.11.1985 г. и утверждённого Постановлением Верховного Совета СССР №3665-XI от 27.11.1985 г.

## Структура организаций Госагропрома СССР[8]
- Всесоюзное производственно-научное объединение по агрохимическому обслуживанию сельского хозяйства (ВПНО «Союзсельхозхимия»)
- Всесоюзное промышленное объединение маргариновой промышленности
- Всесоюзное промышленное объединение по производству парфюмерно-косметических изделий, синтетических душистых веществ и эфирных масел
- Всесоюзная контора снабжения импортным сырьём пищевой промышленности «Союзимпортпищепром»
- Всесоюзный специализированный трест по пусконаладочным работам «Оргпищепром»
- Всесоюзное объединение по строительству и эксплуатации теплиц
- Всесоюзное объединение по производству, заготовкам и сбыту семян овощных культур и картофеля
- Всесоюзное объединение по производству посадочного материала
- Всесоюзная контора по импорту плодоовощной продукции
- Всесоюзное объединение по поставкам комплектного оборудования и материалов и оказанию технического содействия в строительстве сельскохозяйственных объектов за рубежом
- Управление птицеводческой промышленности
- Главное управление биологической промышленности
- Всесоюзное объединение племенных заводов
- Производственно-научное объединение коневодства и конезаводства
- Научно-технический центр мясной и молочной промышленности
- Всесоюзное промышленное объединение по производству молочноконсервной продукции и продуктов детского питания
- Всесоюзное объединение по импорту скота
- Всесоюзное объединение по заготовке племенного скота
- Всесоюзное промышленное объединение по производству клеевой и желатиновой продукции
- Всесоюзное объединение по поставкам мясной и молочной продукции за границу
- Главное управление зооветеринарного снабжения и промышленности
- Управление по поставкам сырья для пищевой промышленности
- Всесоюзное промышленное объединение по производству тары
- Всесоюзное промышленное объединение по производству тары и технологического инвентаря
- Управление по поставкам сырья и технической продукции
- Главное управление по комплектованию и снабжению предприятий, организаций и учреждений научно-техническим оборудованием и другими материально-техническими средствами